# Oncorhynchus masou formosanus
Az Oncorhynchus masou formosanus a lazacfélék családjába tartozó édesvízi halalfaj, az Oncorhynchus masou alfaja, mely Tajvanon őshonos. Kihalóban lévő, védett alfaj. 1500 méternél magasabban lévő hideg vizű, lassú folyású patakokban él. A tudósok úgy vélik, az alfaj a jégkorszakban esett csapdába a sziget hegyvidéki vizeiben.